# Microsoft Dynamics
Microsoft Dynamics は、マイクロソフト社が開発した業務用アプリケーションおよびプラットフォームの製品シリーズ総称。アプリケーションはCRM（顧客関係管理）とERP（企業資源計画）であるDynamics 365から構成され、プラットフォームはPower Platformの各製品から構成される。個々の製品はもともと自社開発のものや他社が開発したものを統合したものであるため、様々な呼称で知られている。 SharePoint、Yammer、Office 365、Azure、Outlookなどマイクロソフト社の様々なアプリケーションやサービスと連携できるのが特徴である。

## Microsoft Dynamics 365シリーズの構成
2016年7月にマイクロソフト社から発表され、2016年11月1日にリリースされた。当初は中小企業向けのBusiness Editionと大企業向けのEnterprise Editionの2つのエディションを販売していた。2017年7月1日に製品構成が変更になり、CRMアプリケーションはCustomer Engagement、ERPはDynamics 365 for Finance and Operationという呼称になった。2019年10月からさらに製品構成が更新された。
Microsoft Dynamics 365は以下の機能から構成される。
- Sales - SFA。営業/販売の自動化。
- Customer Service - カスタマーサービスの自動化。
- Field Service - フィールドサービスの自動化。
- Talent - Attract、Onboard、Core HRで構成され、従業員データの管理や採用などの人事を支援。
- Finance - 財務/経理部を支援。
- Supply Chain Management - サプライチェーン管理。製造とサプライチェーン業務の管理。計画、生産、在庫、倉庫、輸送管理。
- Commerce (旧称Retail) - eコマース、店舗、コール センターを統合したオムニチャネルコマース。
- Project Service Automation - プロジェクト管理。
- Marketing - マーケティングの自動化。マーケティング・オートメーション。
- Artificial Intelligence - Sales Insights、Customer Insights、Customer Service Insightsなど、データを人工知能を使って分析。
- Mixed Reality - Remote Assist、Layout、Guides、Product Visualizeなど、複合現実を活用したソリューション。
- Business Central - Dynamics 365の中小企業向けのパッケージ。

旧シリーズの呼称
Dynamics 365は以下のアプリケーションが統合している。
- Microsoft Dynamics CRM
- Microsoft Dynamics AX（旧称Axapta）
- Microsoft Dynamics NAV（旧称Navision）（マイクロソフト社の正式な日本語版はなく導入パートナーによる日本版提供）
- Microsoft Dynamics GP（旧称Great Plains Software）（日本版提供なし）
- Microsoft Dynamics SL（旧称Solomon IV）（日本版提供なし）
- Microsoft Dynamics RMS (Retail Management System)（旧称QuickSell）
- Microsoft Dynamics Point of Sale
- Dynamics Snap

## Microsoft Power Platformシリーズの構成
Microsoft Power Platformは以下の機能から構成される。
- Microsoft Power BI - ビジュアルな分析機能。2011年7月に登場。
- Microsoft PowerApps - エンドユーザ・コンピューティングによるアプリケーションの簡単な構築。
- Microsoft Power Automate (旧 Microsoft Flow) - ビジュアルにワークフローを作成してサービスやプロセスを自動化。iPaaS+RPA。